# Auguste Magnin
Pour les articles homonymes, voir Magnin.
Auguste Magnin, né le 13 décembre 1841 à Genève et mort le 13 mars 1903 dans la même ville, est un architecte genevois, particulièrement connu pour la réalisation du relief Magnin représentant le Genève de son enfance.

## Biographie
Auguste Magnin est né dans le quartier de Saint-Gervais, dans une famille de commerçants. Après des études secondaires dans sa ville de naissance, il étudie l'architecture à partir de 1861 aux Beaux-Arts de Paris.
Après son retour à Genève, sans avoir obtenu de diplôme, il ouvre en 1867 un atelier dans lequel il enseigne entre autres l'architecture et le dessin. En 1869, il reçoit le mandat de réaliser l'école enfantine de Saint-Gervais, à la rue Argand, la seule réalisation architecturale qu'on lui connaisse, aujourd'hui démolie.
Entre 1880 et 1896, il se consacre à la création du relief Magnin, une maquette qui représente la ville de Genève telle qu'elle était en 1850, soit avant avant la suppression de ses remparts et de ses bastions, et qui sera exposé lors de l'Exposition nationale suisse de 1896. Passionné de maquettes, il réalise également des modèles du château de Chillon, de l'église anglaise de Genève et du Palais du Trocadéro à Paris.
En 1873, il épouse Françoise Redard ; ensemble, ils auront deux filles, Julia et Jeanne. Il meurt en 1903 à Genève.